# Qri
Qri (kor. 큐리, ur. 12 grudnia 1986), właśc. Lee Ji-hyun (kor. 이지현) – południowokoreańska piosenkarka, aktorka oraz członkini zespołu T-ara.

## Życiorys
Lee Ji-hyun urodziła się 12 grudnia 1986 roku. Uczęszczała do liceum Juyeob oraz studiowała na Uniwersytecie Myongji na Wydziale Teatru i Sztuk Wizualnych, na tym samym roku co inna członkini grupy, Boram. Przed swoim debiutem w zespole była modelką.

## Kariera muzyczna

### 2009–2017: T-ara
Qri była ostatnią z trzech nowych członkiń, które doszły do grupy po odejściu Jiae i Jiwon przed oficjalnym debiutem zespołu w połowie 2009 roku. Później zostało ujawnione w programie Taxi Show, że została przedstawiona dyrektorowi generalnemu Core Contents Media przez jej pierwotną firmę.
Qri jest piątą liderką grupy T-ara, przejęła tę funkcję po Soyeon.

## Filmografia

### Seriale
| Rok  | Tytuł                                  | Rola                  | Stacja telewizyjna |
| ---- | -------------------------------------- | --------------------- | ------------------ |
| 2009 | Queen SeonDeok                         | Young Mo              | MBC                |
| 2010 | God of Study                           | cameo                 | KBS                |
| 2010 | Southern Trader Kim Chul Soo's Updates | Lee Kyung             | KBS                |
| 2010 | Giant                                  | cameo                 | SBS                |
| 2011 | King Geunchogo                         | Księżniczka Bu Yeojin | KBS                |

### Filmy
| Rok  | Tytuł                     | Rola  |
| ---- | ------------------------- | ----- |
| 2010 | Death Bell 2: Bloody Camp | Cameo |
| 2011 | Gisaeng Ghost             | Cameo |

### Programy rewiowe
| Rok  | Tytuł                     | Stacja telewizyjna |
| ---- | ------------------------- | ------------------ |
| —    | Law of Unchanging Love    | Olive TV           |
| 2009 | Radio Star                | MBC                |
| 2009 | Mnet Scandal              | Mnet               |
| 2009 | Star King                 | SBS                |
| 2010 | Taxi                      | tvN                |
| 2010 | You Hee-yeol's Sketchbook | KBS                |
| 2010 | Star Golden Bell          | KBS                |
| 2010 | Star King                 | SBS                |
| 2010 | Dream Girls               | Mnet               |
| 2010 | T-ara's Hello Baby        | KBS                |
| 2010 | Bouquet                   | MBC                |
| 2011 | Star King                 | SBS                |
| 2011 | Win Win                   | KBS2               |
| 2011 | Challenge 1000 Song       | KBS2               |
| 2011 | 1 vs. 100                 | KBS                |
| 2012 | Everyone's Weekly Idol    | MBC                |
| 2012 | Naughty Boys              | JTBC               |
| 2013 | SimSimTaPa                | MBC                |